# Evfemija
Evfemija je žensko osebno ime.

## Izvor imena
Ime Evfemija izhaja iz latinskega imena Euphemia, to pa iz grškega Eυφημια (Eufēmia). Grško ime se povezuje z besedama ευφημια (eufēmia) v pomenu »besede dobrega pomena, pobožna molitev, dober glas, dobro ime« in  ευ-φημoς (eu-fēmos) »ki pobožno molči, nem; udoden, sloveč«.

## Različice imena
Eufemija, Eufemia, Fuma

## Pogostost imena
Po podatkih Statističnega urada Republike Slovenije je bilo na dan 31. decembra 2007 v Sloveniji število ženskih oseb z imenom Evfemija: 5.

## Osebni praznik
V koledarju je ime  Evfemija zapisano 16. septembra (Evfemija, mučenka, † 16. sep. 303) in 17. novembra (Evfemija Tržaška, oglejska mučenka).